# 桜音
「桜音」（さくらね）は、ピコのメジャー3枚目のシングル。2011年3月9日にKi/oon Recordsから発売された。

## 概要
表題曲「桜音」は、テレビアニメ『よりぬき銀魂さん』のエンディングテーマ、テレビ東京「Vの流儀」2011年3月エンディングテーマとして使用された。初回生産限定盤には、単独ライブ『ピコ Winter Live "Story"〜大宮ソニックの無駄使い〜』にて披露された楽曲が収録されたDVDが同梱されている。また収録曲「ピコピコ☆レジェンドオブザナイト」は、メジャー1stアルバム『1PIKO』に原曲バージョンが収録されている。今作で自身初となる週間オリコンシングルチャートトップ10入りを果たした。『銀魂』描き下ろしステッカーが付く。

## 収録曲
CD
1. 桜音 [4:06]
作詞：ピコ・タイラヨオ、作曲：samfree、編曲：小高光太郎
2. 言葉メテオ [3:09]
作詞・作曲：HYBRID SENSE、編曲：samfree
3. ラストチャイム [4:19]
作詞：ピコ、作曲・編曲：samfree
4. 桜音 （PikoLess Version）
5. 言葉メテオ （PikoLess Version）
6. ラストチャイム （PikoLess Version）

DVD（初回生産限定盤のみ）
1. 白い雪のプリンセスは
2. 勿忘草
3. ピコピコ☆レジェンドオブザナイト

## 収録アルバム
| 曲名 | アルバム  | 発売日        | 備考                  |
| ---- | --------- | ------------- | --------------------- |
| 桜音 | 『1PIKO』 | 2011年5月11日 | 1stオリジナルアルバム |